# Dettey
Dettey település Franciaországban, Saône-et-Loire megyében. Lakosainak száma 88 fő (2022. január 1.). Dettey Saint-Nizier-sur-Arroux, La Boulaye, Charbonnat, Saint-Eugène és La Tagnière községekkel határos.

## Népesség
A település népességének változása:
| Lakosok száma | 88   | 80   | 82   | 80   | 83   | 85   | 88   | 89   | 88   |
|               | 2013 | 2015 | 2016 | 2017 | 2018 | 2019 | 2020 | 2021 | 2022 |